# Nogometni klub Zagorec Krapina
Il Nogometni klub Zagorec (club calcistico Zagorec), conosciuto semplicemente come Zagorec, è una squadra di calcio di Krapina, una cittadina nella regione di Krapina e dello Zagorje in Croazia.

## Storia
Il club viene fondato nel 1908 come NK Danica, nel 1919 cambia il nome in KŠK (Krapinski športski klub), dal 1922 al 1947 gareggia col nome attuale, poi Bratstvo, alla fine ridiventa Zagorec. Il primo presidente è J. Turaček. Nei primi tempi il club non si iscrive a competizioni ufficiali, bensì disputa solamente partite amichevoli. Dal 1947 al 1952 gareggia nei campionati della zona dello Zagorje, nel 1952 si qualifica alla lega croato-slovena. Dal 1960 al 1971 gareggia nella Varaždinskoga podsaveza (sottofederazione di Varaždin), nel 1971 vince il campionato e viene promosso nella Zagrebačka zona (zona di Zagabria). Fino al 1991 milita nella Hrvatska republička liga, dopo la dissoluzione della Jugoslavia viene iscritto nella terza divisione croata. A metà anni '90 raggiunge la Prva HNL, ma subito dopo scende di categoria.

## Strutture

### Stadio
Lo Zagorec disputa le partite casalinghe al Športsko rekreacijski centar Podgora (centro sportivo ricreativo "ai piedi del monte"), un impianto da 2000 posti.

## Palmarès

### Competizioni nazionali
- Druga nogometna liga: 1

2021-2022